# Marea evadare (eveniment istoric)
Marea evadare este denumirea pe care a primit-o ulterior o evadare în masă a 76 de piloți și alți membri de echipaj de pe avioane din țările Aliate în Al Doilea Război Mondial (în afara Uniunii Sovietice). Evenimentul s-a petrecut în lagărul de prizonieri de război al Germaniei numit Stalag Luft III⁠(d), din apropierea orașului Żagań (în germană Sagan) din Polonia, în noaptea din 24 spre 25 martie 1944. Pregătirea, efectuarea și urmările evadării au fost descrise în cartea The Geat Escape (Marea evadare), apărută în 1950, a scriitorului australian Paul Brickhill⁠(d), el însuși fost prizonier și participant la pregătirile evadării. Cartea a fost folosită ca bază a scenariului filmului Marea evadare, din 1963, al regizorul american John Sturges⁠(d).
Lagărul Luft III a fost înființat în martie 1942 pentru ofițeri și subofițeri de pe avioane făcuți prizonieri, care porneau în misiune din Marea Britanie. Cei mai mulți erau din Commonwealthul Britanic (Marea Britanie, Canada, Australia, Noua Zeelandă, Africa de Sud), dar erau și americani, precum și unii în exil în Marea Britanie, originari din țări ocupate de Germania: Polonia, Cehoslovacia, Norvegia, Lituania, Franța, Belgia, Țările de Jos, Grecia. Lagărul a fost conceput să prevină evadările, deoarece avuseseră loc multe tentative de evadare ale piloților din alte lagăre. Au fost aduși aici și prizonieri care evadaseră deja, unii de mai multe ori, dar fuseseră prinși, de exemplu comandantul de escadron Roger Bushell⁠(d), care evadase de două ori, fiind prins a doua oară la Praga, unde se ascunsese timp de opt luni.

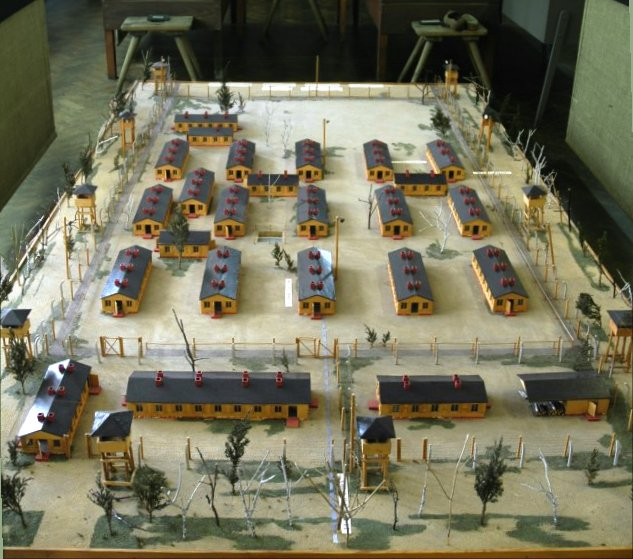
Macheta sublagărului de nord din lagărul Luft III.

## Pregătirea evadării

### Condițiile pregătirilor
Pregătirile au fost ușurate de aceea că germanii respectau în linii mari în cazul Aliaților, în afara sovieticilor, Convenția de la Geneva din 1929 privitoare la prizonierii de război. Astfel, prizonierii din Luft III nu erau obligați să muncească, nu erau înfometați, primeau pachete prin intermediul Crucii Roșii, își purtau propriile uniforme, aveau libertate de mișcare în interiorul lagărului, puteau coresponda, aveau la dispoziție o bibliotecă, puteau organiza spectacole într-o baracă teatru, puteau practica sporturi. Prizonierii respectau ierarhia din armatele lor și autoritatea prizonierului ofițer cu gradul cel mai înalt, care îi reprezenta față de comandamentul german al lagărului. Cei care încercau să evadeze fără să reușească, sau care evadau și erau prinși sufereau, conform Convenției de la Geneva, doar o pedeapsă disciplinară, în Luft III două săptămâni de izolare în închisoarea lagărului.
Situația prizonierilor din Luft III era chiar mai bună decât în alte lagăre, pentru că personalul era din Luftwaffe, iar între colonelul comandant al lagărului și colonelul Herbert Massey⁠(d), ofițerul cel mai înalt în grad dintre prizonieri exista respect reciproc și chiar o relație de prietenie, în limitele condițiilor de război. După scriitorul britanic Guy Walters⁠(d), comandantul lagărului era antinazist și veghea la respectarea Convenției de la Geneva.
Un fost prizonier în lagăr, citat de Tim Carroll, jurnalist și producător de televiziune britanic, afirma după război că comandantul era corect cu prizonierii și le crea condiții bune de petrecere a timpului pentru ca aceștia să nu fie tentați să evadeze. Până și filme britanice și americane li se aduceau. Adjunctul comandantului, profesor în viața civilă, organiza cursuri de limba germană și examene, ale căror rezultate erau trimise la universități din Anglia, ca să fie ținută evidența lor.
Unii militari germani îi ajutau pe prizonieri să evadeze. Câțiva dintre ei erau antinaziști. Unul din aceștia era caporalul Eberhard Hesse. Acesta a inițiat el însuși relații cu prizonierii care se pregăteau de evadare, i-a convins de antinazismul său și i-a ajutat mult, neacceptând nicio recompensă. Le-a împrumutat actul de identitate ca să-l copieze, le-a adus haine civile, documente, piese de radioreceptor, bani, cartele de alimentație, hărți și chiar informații militare de transmis Aliaților. Avea relații cu civili germani antinaziști, pe care i-a cooptat în ajutarea prizonierilor. Hesse mai avea patru camarazi antinaziști care contribuiau la aceasta.

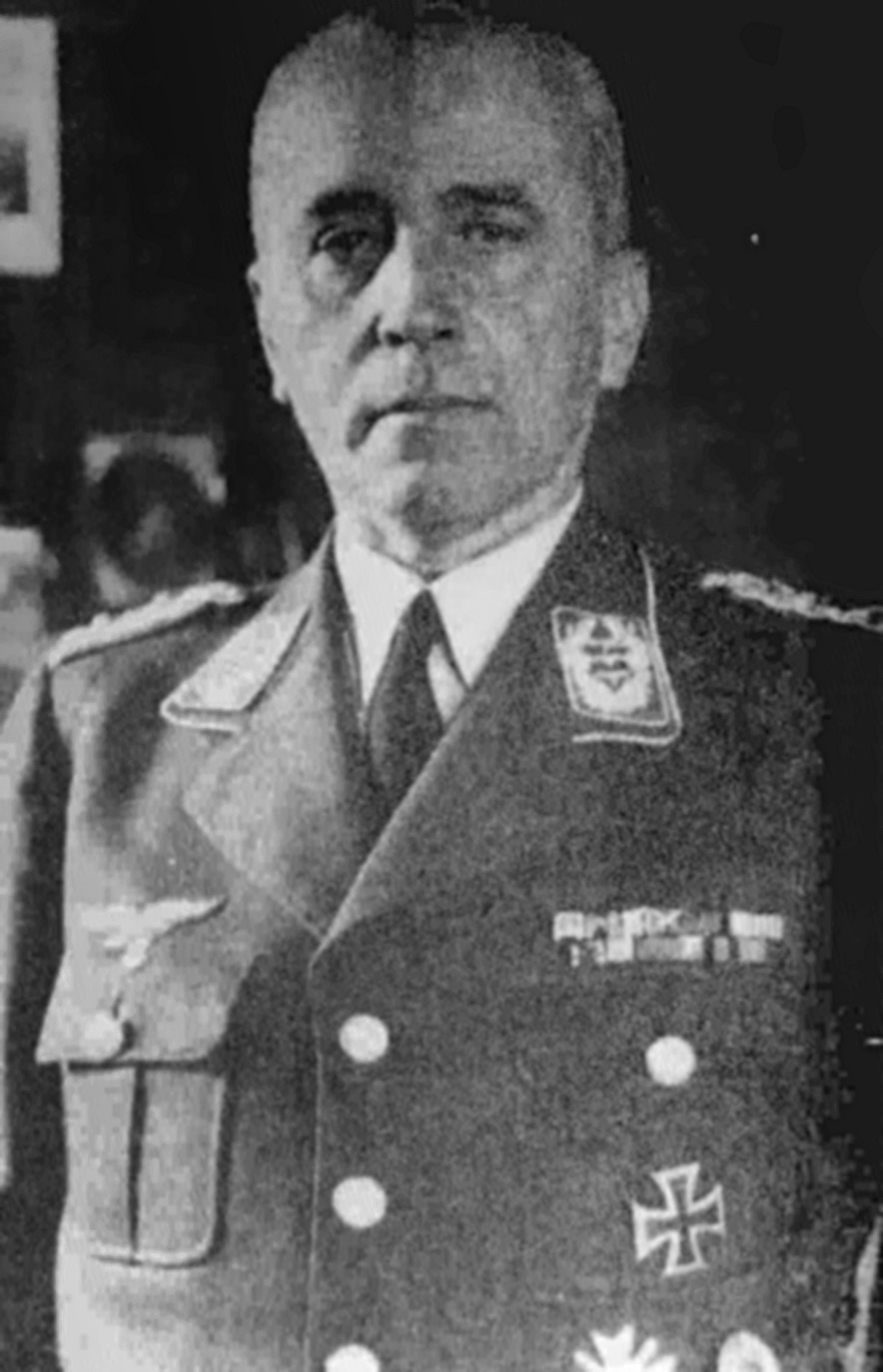
Colonelul, comandantul lagărului.

Chiar dacă nu erau antinaziști, unii militari germani erau conștienți că războiul era pierdut pentru Germania și căutau să aibă relații bune cu prizonierii, ca aceștia să-i ajute eventual după război.
Altă metodă de procurare a celor necesare evadării era coruperea unor militari cu biscuiți, zahăr, cacao, ciocolată, cafea, ceai, conserve de carne, stafide, săpun și țigări primite prin Crucea Roșie o dată la zece-paisprezece zile, lucruri dintre care la unele germanii nu mai aveau acces în mod normal în condițiile de penurie ce caracterizau Germania pe atunci. O echipă a prizonierilor se ocupa cu depistarea unor asemenea militari. Intrau în relații amicale cu ei și îi convingeau să-i ajute pe prizonieri.
Pe unii dintre militarii germani, contactul lor prizonier îi șantaja. De exemplu, contactul unui caporal l-a convins pe acesta să-i procure un clește, l-a plătit cu destul de multă ciocolată și l-a pus să-i semneze o chitanță pentru ea, spunând că trebuie să deconteze ciocolata pentru baraca lui, apoi l-a șantajat cu chitanța. Astfel a obținut de la caporal formulare de permise, bani, scule, hărți, nasturi și însemne de uniforme germane, și chiar un aparat de fotografiat cu materialele necesare.
Cu piesele primite, prizonierii au realizat un radioreceptor la care ascultau emisiunile BBC.

### Motivații ale evadării
În momentul evadării, în lagăr erau peste 12.000 de prizonieri. Marea majoritate nu voiau să evadeze, din cauza traumei provocate de doborârea lor și a dorinței de a nu suferi din nou asemenea traume, sau pentru că aveau conștiința lipsei aptitudinilor necesare, ori pentru că nu credeau în posibilitatea de a ajunge acasă. Toți știau că există pregătiri de evadare și unii contribuiau la ele fără voința de a evada, iar ceilalți aveau grijă în general ca pregătirile să nu fie aflate de germani.
Cei care voiau să evadeze aveau una sau mai multe motivații. Unii nu mai suportau lipsa de libertate, voiau pur și simplu să fie afară, mai ales cei care erau prizonieri de mai mulți ani. Nu voiau să vegeteze în lagăr, ci să aibă un obiectiv. Moralul lor era foarte scăzut dacă nu aveau un obiectiv. Priveau evadarea ca un scop în sine, și confruntarea cu germanii care căutau să le împiedice încercările, ca o competiție sportivă, deși aproape toți erau conștienți de faptul că nu vor reuși să ajungă în Anglia. Mulți credeau că era o datorie să evadeze, înscrisă chiar în regulamentele militare și în Convenția de la Geneva, deși nu exista nicăieri o asemenea prevedere. În orice caz, vedeau evadarea cel puțin ca o datorie morală de a fi alături de cei care luptau. Mai credeau și că evadarea, mai ales dacă era în masă, constituia o formă de luptă prin faptul că ar lua un număr mare de militari germani de la participarea la efortul de război. Această din urmă motivație se va dovedi nefondată. Pentru căutarea și prinderea evadaților, germanii nu aduceau trupe de pe front, având în țară suficiente forțe pentru aceasta. Pentru ei, o căutare generală prezenta chiar avantajul că prindeau cu o asemenea ocazie mai mulți oameni care erau în neregulă din punctul lor de vedere, decât evadații pe care îi căutau.

### Organizarea evadării
Prizonierii care au pregătit evadarea erau foarte bine organizați. În lagăr exista un comitet de evadare numit organizația X, și înainte de Marea evadare au fost mai multe tentative organizate de aceasta, nereușite sau reușite, cele din urmă în sensul că evadații au ieșit din lagăr, dar au fost prinși ulterior.

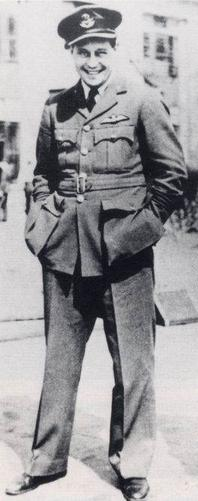
, șeful organizației X care a condus pregătirile pentru evadare.

Încă din martie 1943, Bushell, devenind șeful organizației X, a propus un plan, aprobat de colonelul Massey. Era prevăzută săparea a trei tuneluri în același timp, cu speranța că cel puțin unul nu va fi descoperit de germani, și evadarea a 200 de prizonieri. Plănuia ca aceasta să fie o primă evadare, și tunelul să fie apoi închis și folosit ulterior pentru evadarea a încă 400 de prizonieri. Au folosit nume de cod pentru toată operația: Bushell era Marele X, iar tunelurile se numeau Tom, Dick și Harry, fiind interzis să se pronunțe vreodată cuvântul „tunel”. În pregătiri au fost implicați circa 600 de prizonieri.
Organizarea a început când prizonierii erau încă în sublagărul de est al Luft III, aproape de locul unde se construia sublagărul de nord, în care urmau să fie mutați, și de unde urmau să evadeze. La cererea colonelului Massey, germanii au aprobat ca și prizonieri să participe la lucrări. Astfel au cunoscut locurile, au făcut schițe despre lagăr și au stabilit traseul și lungimea viitoarelor tuneluri. Au putut și să fure materiale și unelte pentru pregătiri. Știau că lucrul va fi greu, pentru că lagărul fusese construit dinadins pe un teren foarte nisipos.
Prizonierii aveau mai multe echipe coordonate de organizația X, fiecare condusă de un șef. De tuneluri se ocupa o echipă de săpători și una de risipitori ai nisipului extras. Altă echipă făcea din lemn și metal diverse lucruri necesare pentru săparea tunelurilor: unelte, șine, vagonete, pompe de aer, țevi, toate de realizat cu materiale procurabile în lagăr. O echipă de croitori improvizați confecționa haine civile, una numită „de artiști” falsifica și multiplica documente, iar alta multiplica hărți. O echipă importantă era cea de santinele, care avertizau lucrătorii când se apropiau germani de locuri unde ar fi făcut o descoperire ce ar fi compromis evadarea.

### Săparea tunelurilor
Prizonierii au început lucrul la tuneluri în aprilie 1943, deși tot atunci înaltul comandament german a comunicat un ordin conform căruia evadații în haine civile sau în uniformă germană nu vor primi pedepse disciplinare, ci vor fi judecați de curtea marțială cu acuzația de spionaj, putând fi condamnați la moarte.
Una din problemele spinoase a fost confecționarea trapelor pentru coborârea în tunele, mascate astfel, încât să nu fie descoperite. Ele au fost făcute în barăci în care locuiau prizonieri, relativ confortabile. Puteau fi făcute numai în părțile de pardoseală unde erau sobele de fontă și chiuvetele pe postament de cărămidă până la pământ, pentru că în rest, sub dușumeaua din scânduri era loc gol sub barăci, controlat sistematic de germani.
Tunelul Dick pornea din baraca 122, fiind orientat spre vest. Tunelul Tom a fost început sub soba din baraca 123 și pornea în aceeași direcție. Acestea aveau intrările cele mai apropiate de gard. Tunelul Harry pornea din baraca 104 spre nord, trebuia să treacă pe sub un prim gard de sârmă ghimpată, zona administrativă a lagărului, un al doilea gard și un drum, ca să ajungă printre primii copaci ai pădurii care înconjura lagărul. Prizonierii au calculat că trebuia să aibă lungimea de peste 100 de metri. Conform unei informații primite de Guy Walters, a avut până la urmă aproape 105 metri. Era cel mai lung, dar din cauza traseului său era cel mai puțin probabil ca germanii să-i bănuiască construirea.

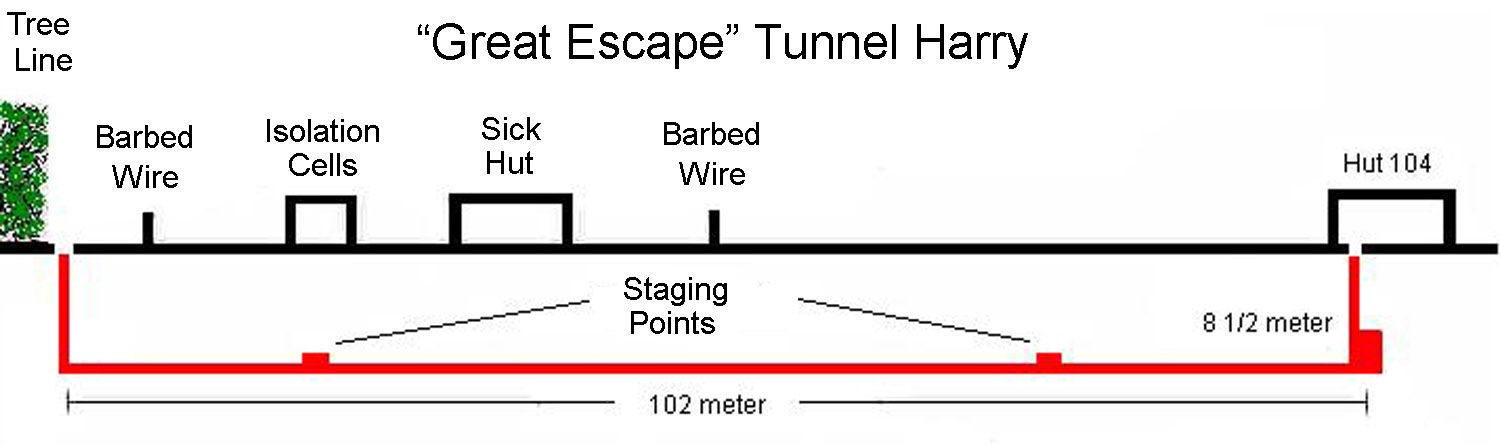
Schema tunelului Harry.

Tunelurile au fost săpate la adâncimea de aproximativ nouă metri, ca să evite detectarea săpării cu microfoanele plasate în pământ ale unor seismografe, și aveau secțiunea de 0,6 metri pătrați, în afara unor încăperi mai mari pentru depozitarea provizorie a nisipului, pompe de aer, ateliere și locuri de repaus. Terenul fiind nisipos, prizonierii trebuiau să-l sprijine peste tot cu scânduri așezate pe cadre. Foloseau pentru aceasta scânduri pe care le luau mai ales de sub saltelele din cele circa 2.000 de cușete din tot sublagărul.
Făceau tot felul de unelte mai ales din cutii în care primeau lapte praf prin Crucea Roșie. Pentru a ilumina tunelurile, foloseau opaițe din cutii, cu grăsime culeasă de pe supă și fitile din cârpe. Au reușit să aibă și lumină electrică. Paul Brickhill relata în cartea sa că aceasta a fost asigurată de un prizonier inginer electrotehnician care a refăcut instalația electrică în toate barăcile și a furat de acolo destul cablu și celelalte lucruri necesare ca să facă instalația în tuneluri, pe care a legat-o la rețeaua lagărului. Beneficiau de electricitate numai noaptea, când funcționa rețeaua în tabără. Conform informațiilor deținute de Tim Carroll, instalația a fost făcută mai târziu, numai în tunelul Harry, cu o bobină de cablu furată sub ochii unui electrician civil german care instala difuzoare în lagăr, și care nu a îndrăznit să raporteze furtul.
Asigurau ventilația cu pompe de aer aspiratoare-respingătoare acționate manual, făcute din piese din cușete, crose de hochei, cutii de lapte praf și saci de militari care formau un burduf. Conductele de aer erau tot din cutii de lapte praf.
Nisipul rezultat din săpare era scos din barăci în săculețe ascunse în pantaloni. Un asemenea săculeț era făcut dintr-un prosop sau un crac de izmană, și închis jos cu un ac legat cu un șnur care ieșea în buzunar. În locuri propice, răspânditorul deschidea săculețul trăgând de șnur, și lăsa nisipul să cadă. Acesta era risipit prin lagăr sau depus în grădinițe făcute de prizonieri cu acest scop și, pentru că era gălbui, trebuia amestecat cu pământul de la suprafață, care era cenușiu.
Scoaterea nisipului a fost ușurată prin folosirea unor mici vagonete. Unul ca acesta era format dintr-o platformă de lemn pe un șasiu de lemn și cu roți de lemn pe osie de metal, pe care se punea o ladă de lemn. Era tras pe șine din șipci de lemn cu o frânghie, între frontul de lucru și puțul de intrare al tunelului. Foloseau platformele vagonetelor și pentru a se deplasa prin tunele culcați pe ele.
Munca era grea. Fiecare baracă avea 12 săpători care lucrau câte patru în trei schimburi. Trebuiau să sape și să sprijine nisipul culcați. Deseori cădea nisip, uneori mult, până să-l sprijine. În general reușeau să sape maximum circa un metru și jumătate pe zi, lucrând zi și noapte. Trebuiau să se oprească din lucru cel puțin de trei ori pe zi, ca să fie prezenți la apelurile de dimineață, de după masă și de seară, într-o ținută care să nu dea de bănuit. Se opreau și când intrau germani în barăcile unde erau intrările în tuneluri, atâta timp cât aceștia stăteau acolo. Echipa de securitate avea mulți membri, răspândiți prin tot sublagărul, și aveau un sistem de semnalizare pentru a-i avertiza pe lucrători oricând era nevoie. Când nu se putea altfel, îi îmbrânceau ca din întâmplare pe germanii care se apropiau sau simulau o încăierare ca să-i oprească din calea lor. Aveau și complici germani care îi avertizau când aflau că o baracă sau alta va fi controlată.

### Sfârșitul tunelurilorTomșiDick
În vara lui 1943, prizonierii au aflat că se pregătea construirea unui sublagăr numai pentru americani, care atunci erau împreună cu ceilalți și participau și dintre ei la pregătirile pentru evadare. Fiind mutați, nu mai puteau profita de ele. De aceea, s-a hotărât oprirea lucrului la tunelurile Dick și Harry, și concentrarea pe tunelul Tom, ca să fie terminat înainte de mutarea americanilor.
Germanii știau din experiența multelor evadări și tentative de evadare anterioare, că prizonierii se gândesc tot timpul la aceasta și bănuiau că se pregătește o nouă evadare. Aveau soldați numiți de prizonieri „dihori”, care se ocupau permanent cu căutarea semnelor unei asemenea activități, patrulând prin lagăr, sondând terenul cu tije de fier, ascunzându-se noaptea în spațiul gol de sub barăci sau sub acoperișul lor, ca să pândească ce se întâmpla în interior etc.
Prizonierii au accelerat lucrul la tunelul Tom și au devenit mai puțin precauți. Germanii au observat de câteva ori nisip depus neglijent și și-au dat seama că se sapă un tunel. A început căutarea intensă a acestuia. Până la urmă, în septembrie 1943, când tunelul Tom era aproape gata, germanii i-au găsit intrarea. Germanii au fost uimiți de ingeniozitatea lucrării. Au venit demnitari de la Berlin ca să-l vadă și s-au făcut fotografii despre el, după care a fost aruncat în aer. Comandantul a amenajat o mică expoziție cu fotografiile făcute, pentru a-și instrui subordonații în domeniu.
Săparea tunelurilor Dick și Harry a fost reluată aproape imediat, dar oprită din nou din cauza măsurilor de prevenire a evadării mult mai severe luate de germani, și a apropierii iernii. Au renunțat până la urmă la tunelul Dick, dar l-au folosit ca depozit și atelier.

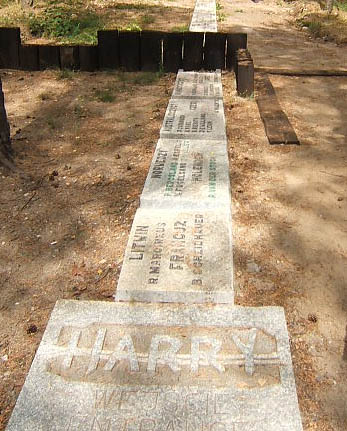
Locul intrării tunelului Harry și începutul traseului său.

Lucrul la Harry a fost reluat la 10 ianuarie 1944. Nu mai puteau lăsa nisipul la suprafață din cauza zăpezii, și l-au depus în tunelul Dick, apoi în spațiul gol de sub baraca teatru.

### Alte activități de pregătire
Aceste activități au început paralel cu săpatul tunelurilor și nu au încetat în timpul opririlor lucrului la tuneluri. Echipa artiștilor realiza acte de identitate, tot felul de permise și alte documente false, copiind documente originale, și scrisori ca primite de la prizonieri pe numele lor fals, totul cu materiale și instrumente procurate de la militari germani care îi ajutau. Unele originale erau primite tot de la ei, altele erau furate în exterior de evadați care erau prinși și aduși înapoi în lagăr. Iarna, unele erau furate din îndoitura mânecii mantalei germanilor, copiate și apoi puse înapoi de unde fuseseră furate. Un caporal antinazist scotea documente făcute de mână, soția lui le copia cu o mașină de scris și caporalul ducea copiile prizonierilor. Printr-un german au procurat și o mașină de scris. Până la evadare au creat circa 400 de documente de relativ bună calitate, unele greu de falsificat.
Au făcut fotografiile pentru actele de identitate false cu aparatul procurat prin șantaj sau cu unul împrumutat de un căpitan german care le și developa fotografiile, despre care prizonierii spuneau că sunt pentru cei de acasă. După informațiile lui Tim Carroll, căpitanul știa pentru ce sunt de fapt, după cele ale lui Guy Walters era vorba numai de lipsa de rigoare a căpitanului în respectarea regulilor.
Echipa hărților multiplica hărți după schițe ale împrejurimilor pe baza informațiilor culese, și cu traseele cele mai indicate către țările de destinație, după originale procurate prin militari care îi ajutau. Unele hărți erau trimise în lagăr de către MI9⁠(d), serviciul secret britanic de ajutorare a prizonierilor de război. Până la evadare au realizat circa 4.000 de exemplare, după unele informații cu un șapirograf construit de prizonieri, după altele prin imprimare cu gel.
Cei 12 croitori confecționau haine civile din uniforme vechi și stofă primite prin Crucea Roșie sau stofă, împreună cu ață și nasturi, procurate prin germani care îi ajutau. La evadare aveau gata 6 salopete, 12 uniforme germane, 200 de vestoane, 200 de perechi de pantaloni, 40 de paltoane, 100 de costume, 250 de șepci, 40 de cravate și 10 rucsacuri. Mai aveau și haine trimise de MI9.
Se făceau și busole. Paul Brickhill relata în cartea sa că o busolă era produsă dintr-o bucată de disc de gramofon drept cutie, un ac de gramofon ca pivot pentru acul magnetic dintr-un ac de cusut magnetizat prin frecare de un magnet, prevăzut cu un mic soclu pentru pivot, și o bucată de geam drept capac. Mai aveau și ace magnetice provenind de la MI9. După informații culese de Tim Carroll, acul era tăiat dintr-o lamă de ras magnetizată și roza vânturilor era desenată pe un disc de carton cu o pensulă fină din păr uman. Au ajuns să producă 250 de busole, după cum își amintește Paul Brickhill, 500 după informațiile culese de Guy Walters, și mai aveau douăsprezece de la MI9.
Lucrurile produse erau ascunse în pereți dubli, în tunelul Dick și în podul unei barăci cu latrine.
O echipă specială se ocupa de culegerea de informații necesare evadării, având membri care aveau cunoștințe despre Germania și țările în care voiau să ajungă viitorii evadați, de care aveau nevoie aceștia și falsificatorii. Au cules și informații militare, deși au negat aceasta după război, pentru că era de fapt activitate de spionaj, care contravenea Convenției de la Geneva.

## Evadarea

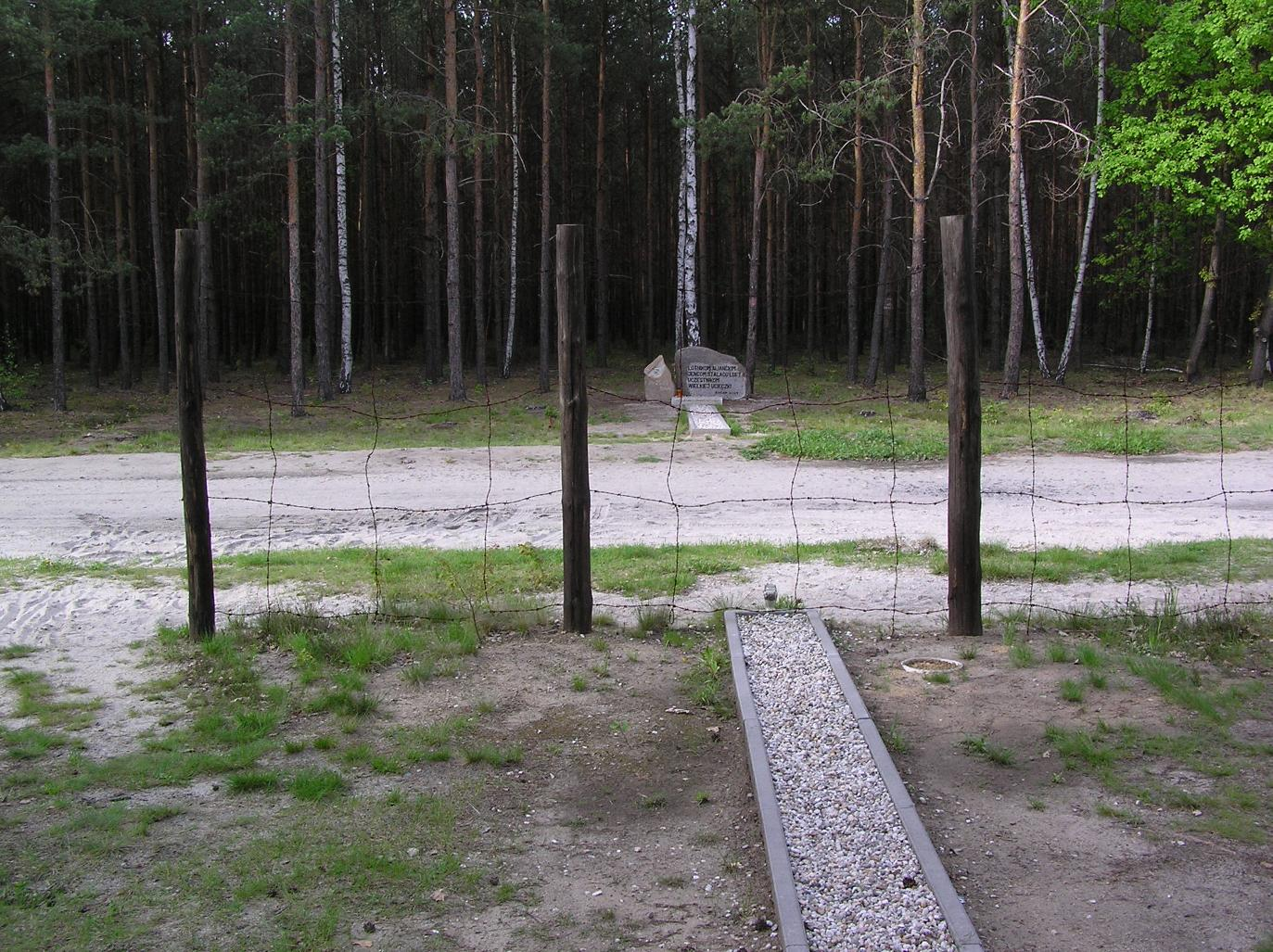
Partea finală a traseului tunelului Harry cu locul ieșirii și o piatră comemorativă.

Spre sfârșitul lui februarie 1944, Gestapoul s-a interesat mai mult de prizonieri, pedepsele pentru evadare fiind de închisoare militară sau de poliție, și unii evadați putând fi predați Gestapoului, ceea ce putea însemna execuția sumară. Germanii din Luft III erau din nou convinși că se pregătește o evadare. Aveau și informații vagi despre pregătiri, provenind de la prizonieri insuficient de discreți în scrisorile lor sau când discutau cu militari germani. Controalele s-au intensificat. Și baraca 104 a fost controlată în amănunțime, dar n-au găsit intrarea în tunelul Harry.
Germanii din lagăr i-au avertizat pe prizonieri despre riscurile din partea autorităților, dar și din partea populației, care era foarte pornită împotriva Aliaților din cauza bombardamentelor intense efectuate de aceștia. Avertizarea se referea mai ales la evadările în masă, care provocau o căutare generalizată pe teritoriul Germaniei. Ajutoarele lor germane chiar i-au sfătuit ca, dacă vor să evadeze, să o facă în număr cât mai mic deodată.
Prizonierii nu au renunțat totuși la evadare, fie că priveau avertizările numai ca o încercare de a-i determina să nu evadeze și nu credeau că germanii ar încălca Convenția de la Geneva, fie că erau convinși că vor reuși, fie că își asumau orice risc, invocând datoria de a evada sau pentru că nu mai suportau prizonieratul. De altfel, Bushell și câțiva membri ai organizației X credeau că aproape toți cei care vor trebui să se deplaseze pe jos vor fi prinși, dar pentru ei, evadarea însemna nu numai o eventuală recâștigare a libertății, ci și un act de sfidare a germanilor și de obligare a lor să afecteze cât mai mulți militari pentru căutarea evadaților.
În aceeași lună, comitetul X a cerut ca cei circa 600 de participanți la pregătiri să se pronunțe dacă vor să evadere. S-au prezentat 510 candidați. S-a trecut la alegerea a 200 dintre ei. Mai întâi au fost trași la sorți 30 dintre cei cu cele mai multe șanse de a reuși să se descurce după evadare, criteriile fiind cunoașterea limbii germane și/sau a altor limbi străine, precum și evadări anterioare. Următorii 20 au fost trași la sorți dintre cei care au lucrat cel mai mult la tunele. A urmat tragerea la sorți a 20 care au contribuit cel mai mult la suprafață, ca răspânditori de nisip, santinele sau în ateliere. Următorii 30 au fost selectați la fel dintre cei care nu au ieșit la tragerile la sorți anterioare. Până la 200 au mai fost trași la sorți 100 din cei rămași.
La 14 martie, tunelul Harry era terminat, inclusiv puțul de ieșire, partea cel mai greu de săpat. Mai erau doar 15 centimetri până la suprafață. Au sprijinit cu un planșeu stratul rămas și au așteptat o noapte propice pentru a evada. Bănuielile și căutările germanilor se îndreptau tot mai mult către baraca 104, cea cu intrarea în tunel, care a fost din nou cercetată foarte scrupulos, fără rezultat, dar comitetul X era de-acum convins că evadarea trebuia să aibă loc cât mai curând.
Au fost numiți oameni care să verifice pregătirea pentru evadare a câte 10 prizonieri. Au verificat dacă au un nume și un curriculum vitae false pentru când ar fi interogați și au simulat interogatorii cu ei. Au fost distribuite documentele false. Majoritatea se dădeau drept muncitori străini din țări ocupate de Germania. Au mai primit și haine civile, busole, hărți și valize pentru cei care urmau să călătorească cu trenul, precum și o mâncare amestec concentrată pe are au făcut-o câțiva bucătari improvizați fierbând împreună alimente primite prin Crucea Roșie: zahăr, cacao, ciocolată, lapte condensat, orz, stafide, margarină, glucoză și biscuiți. Circa 40 care urmau să călătorească cu trenul au primit și bani din cele câteva mii de mărci primite de la militari germani și de la MI9. Cei care aveau cunoștințele necesare au ținut instructaje despre modul de a trece prin tunel, obiceiurile din Germania, țările în care doreau să ajungă candidații la evadare, mersul trenurilor, pe care îl procuraseră tot printr-un militar german, și despre itinerare. Echipa lucrătorilor în metale a făcut mai multe zeci de bidoane pentru apă.
În seara de 24 martie a început evadarea. Oamenii urmau să treacă prin tunel culcați pe platforma vagonetelor. Primii au ajuns la puțul de ieșire, l-au deschis cu greu și au constatat că, în loc să iasă printre copaci, ieșea, conform lui Paul Brickhill, la trei metri înaintea lor, după cum a aflat Guy Walters, la 4,5 metri, conform informațiilor lui Tim Carroll, la aproape opt metri. Oricum, era periculos, pentru că puteau fi văzuți de santinela dintr-un turn de pază situat la numai 15 metri. În plus erau și doi gardieni care își făceau rondul de-a lungul gardului, și evadații trebuiau să aștepte cât timp gardienii treceau în dreptul ieșirii. Au rezolvat problema cu o frânghie pe care au dus-o la ieșire, un evadat care ieșise se ascundea cu capătul frânghiei după o grămadă de crengi și semnala prin tragerea ei când se putea ieși. Din fericire, santinela și ceilalți doi gardieni nu se uitau spre exterior. Evadații ieșeau în ordinea tragerilor la sorți și porneau pe traseele lor. Se produceau întârzieri din cauza bagajelor evadaților care provocau deraieri ale vagonetelor. În plus a intervenit o alarmă aeriană și luminile au fost stinse, inclusiv în tunel, care era iluminat electric. Ieșirile s-au oprit până când s-au pus în funcție opaițe. S-au întâmplat și trei surpări de nisip care au blocat tunelul, și de fiecare dată a trecut timp până să fie deblocat. Altă întârziere a fost provocată de ruperea frânghiei cu care era tras un vagonet. Câțiva care sufereau de claustrofobie au avut acces de panică și a trebuit să fie duși înapoi, ceea ce a întârziat de asemenea evadarea. La ora 4:50 dimineața ieșiseră numai 79 de evadați, dintre care 76 plecaseră mai departe. Ceilalți trei n-au mai putut pleca, pentru că un soldat a trecut pe drumul din exteriorul lagărului, a văzut un evadat și, uimit, a tras un foc la întâmplare. A văzut și ieșirea, l-a oprit pe evadatul numărul 80 care tocmai ieșea, și a dat alarma cu fluierul. Santinela din turn a anunțat evadarea prin telefon.

## Soarta evadaților
Pentru prinderea celor 76 de evadați, în Germania s-a declanșat căutarea la nivel național. S-a anunțat la radio, ca și populația să ajute la prinderea lor și au fost mobilizați pentru aceasta mii de oameni din armată, diversele poliții, Gestapo etc. Grănicerii erau în stare de alertă la frontierele cu Cehoslovacia, Elveția, Franța, Țările de Jos și Danemarca, precum și marina militară din porturile de la Marea Baltică.
În două săptămâni au fost prinși aproape toți evadații la diferite distanțe de lagăr: unii foarte aproape, alții în localități din Germania, din Polonia și din Cehia. Prinderea lor a fost ușurată de faptul că era un martie foarte rece, cu multă zăpadă, și evadații care se deplasau pe jos erau nevoiți să rămână pe șosele.
Numai trei au scăpat de arestare. Doi norvegieni au ajuns cu trenul la Szczecin, un port la Marea Baltică, de acolo pe un vapor suedez în Suedia, țară neutră, apoi cu avionul în Anglia. Al treilea, un olandez, a ajuns cu trenul acasă la Utrecht, dar n-a putut să-și contacteze familia, pentru că aceasta era supravegheată de Gestapo. A fost ajutat de mișcările de rezistență din trei țări. După șase săptămâni a trecut la Bruxelles, unde a mai stat șase săptămâni, apoi a trecut în Franța, s-a ascuns o vreme la Paris, apoi a reușit să ajungă până la Munții Pirinei, să-i treacă pe jos și să ajungă la Madrid, la ambasada britanică. Aceasta l-a trimis în Gibraltar și de acolo a plecat în Anglia. Trecuseră patru luni de la evadare.
După evadare, Adolf Hitler a vrut să fie uciși toți evadații. Hermann Göring a obținut să se reducă numărul viitoarelor victime la mai mulți de jumătate dintre ei. În ordinul dat de Heinrich Himmler de a-i împușca, se preciza ca printre cei lăsați în viață să fie așa-numitele personalități proeminente. Pe toți evadații i-au interogat Gestapoul sau Kripo⁠(d) (poliția criminală) și i-au ales pe cei care vor fi uciși. 15 evadați au fost duși înapoi în lagărul Luft III și pedepsiți cu trei săptămâni de detenție în închisoarea acestuia. Trei au fost duși într-un lagăr de prizonieri de război de lângă Barth, și cinci în lagărul de concentrare Sachsenhausen, într-un sector separat, având condiții de detenție mai ușoare decât deportații din sectorul principal. Patru dintre ei și un alt ofițer englez întâlnit acolo au săpat un tunel și au evadat după trei luni, dar au fost prinși și duși înapoi.
| 20 de britanici |
| 6 canadieni     |
| 6 polonezi      |
| 5 australieni   |
| 3 sudafricani   |
| 2 neozeelandezi |
| 2 norvegieni    |
| 1 argentinian   |
| 1 belgian       |
| 1 cehoslovac    |
| 1 francez       |
| 1 grec          |
| 1 lituanian     |

Încălcându-se grav Convenția de la Geneva, ceilalți 50 de evadați, printre care Bushell, au fost uciși în secret de Gestapo separat câte unul sau câte doi, și s-a dat ca motivație oficială opunerea la arestare sau fuga de sub escortă. Cei uciși au fost incinerați și urnele lor, indicând data decesului și localitatea unde au fost incinerați, precum și obiectele personale care fuseseră la ei au fost trimise în lagărul Luft III pentru a-i determina pe prizonieri să nu mai încerce să evadeze. Comandantul lagărului numit în locul celui demis a permis prizonierilor construirea lângă lagăr a unui mausoleu pentru urne, cu materiale donate de fostul comandant. La 4 decembrie 1944 s-a ținut la mausoleu o ceremonie memorială, cu participarea reprezentanților prizonierilor, a adjunctului comandantului lagărului, a unui membru al legației elvețiene și a unui grup de soldați germani care au tras o salvă de onoare.
Unul dintre evadații duși la Sachsenhausen, rudă îndepărtată a lui Winston Churchill, a fost dus la granița cu Elveția și lăsat liber cu un mesaj oral pentru acesta, sugerând că Germania ar capitula în fața Aliaților occidentali cu anumite condiții favorabile pentru ea.
În februarie 1945, ceilalți patru duși la Sachsenhausen, împreună cu celălalt englez de acolo, au fost incluși într-un grup de prizonieri proeminenți ținuți ca ostatici, printre care Léon Blum, fostul prim-ministru al Franței și Kurt Schuschnigg, fostul cancelar al Austriei. Acest grup a fost dus în Italia de Nord fără să se știe ce soartă va avea. Până la urmă a fost eliberat de americani.
Unii prizonieri din Luft III au început să sape un nou tunel, pornind de sub baraca teatru, care a ajuns până sub gard. La începutul iernii l-au închis, ca să evadeze eventual mai târziu, dacă situația lor ar deveni periculoasă în lagăr. De altfel, MI9 le-a transmis să nu mai evadeze. În ianuarie 1945, fiindcă Armata Roșie se apropia de lagăr, prizonierii au fost luați și purtați prin Germania în condiții grele până în apropiere de Lübeck, unde au fost eliberați de o unitate britanică la 2 mai 1945.

## Cercetări penale și procese
Guvernul britanic a aflat prima oară despre moartea a 47 de evadați, cu motivația dată de germani, de la o comisie trimisă în mai 1944 în Luft III, de către Elveția ca putere protectoare a Marii Britanii. O notă din partea Germaniei a precizat numărul ucișilor la 50, cu aceeași motivație. Ministrul de externe Anthony Eden, care a raportat despre aceasta în Camera Comunelor, a vorbit și despre relatările colonelului Massey, care fusese eliberat din cauza stării sale de sănătate, în urma cărora s-a tras concluzia că motivația dată de germani nu putea fi reală, și a comunicat intenția guvernului de a găsi vinovații și a-i aduce în fața justiției.
După capitularea Germaniei, o echipă din Special Investigation Branch (Ramura Specială de Investigații) a Royal Air Force (RAF) (Forțele Aeriene Regale) a început în august 1945 să caute în Germania dovezi ale crimei de război comise, și pe cei vinovați de ea. Până în martie 1946 nu au găsit nimic. Atunci au dat de un fost membru al Gestapo arestat la Praga, care a recunoscut participarea la uciderea a doi evadați prinși în Cehia.
În urma cercetărilor ulterioare au fost arestați pentru uciderea evadaților 18 membri ai Gestapo și deferiți Tribunalului pentru Crime de Război nr. 1 al RAF, procesul începând la 1 iulie 1947. Atunci au fost condamnați la moarte și executați treisprezece, ceilalți cinci primind pedepse cu închisoarea pe diferite durate. În 1948 au mai fost prinși și condamnați încă trei, dintre care numai unul a făcut închisoare, ceilalți doi fiind eliberați de autoritățile britanice de ocupație, acestea considerând că vinovăția lor nu era destul de bine dovedită.

## Opinii ale participanților despre evadare
Majoritatea evadaților care au supraviețuit războiului au văzut Marea evadare într-o lumină pozitivă. În 2004 mai trăiau șapte participanți la evadare, contactați de Tim Carroll. Din spusele a patru dintre ei au reieșit păreri împărțite despre rostul evadării. De exemplu, pentru unul dintre ei, moartea celor 50 a fost tragică, dar ceva obișnuit în timp de război, și era de acord cu Roger Bushell că scopul evadării era de a hărțui dușmanul și a-i provoca o stare de confuzie. De o părere asemănătoare erau alți doi foști evadați. Pentru unul însă, moartea celor 50, mai ales când se vedea că Germania va pierde curând războiul, a fost un sacrificiu inutil. Conform lui Guy Walters, aceeași părere au avut-o și doi foști participanți la pregătirile evadării.

## Posteritatea Marii evadări

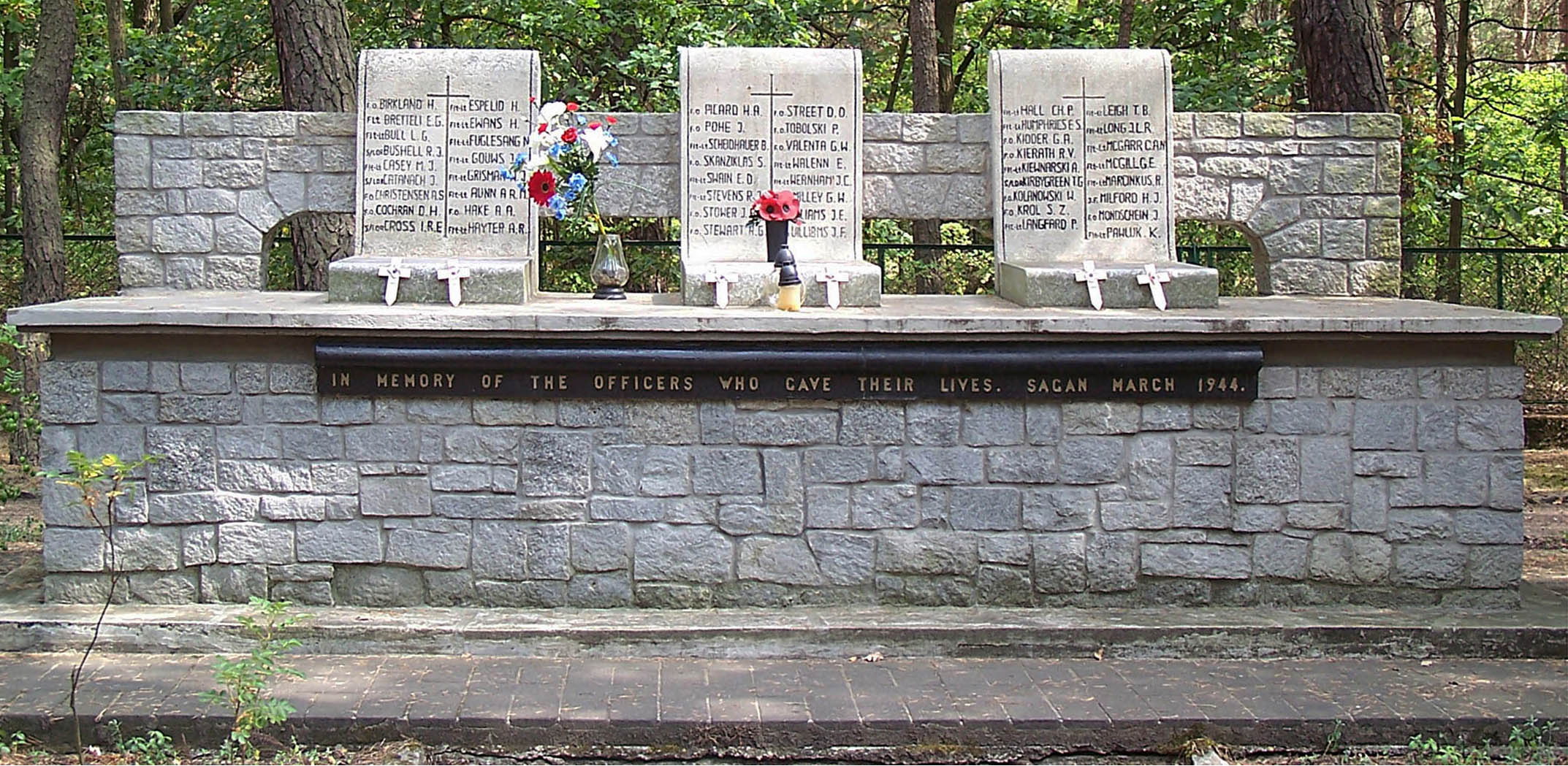
Memorial în apropiere de Żagań al celor cincizeci de evadați uciși.

Amintirea Marii evadări este păstrată în primul rând prin locuri memoriale. Cel mai important este Muzeul Lagărelor de Prizonieri din Żagań.
Publicul larg a putut lua cunoștință în detaliu despre Marea evadare pentru prima oară în 1950, când a apărut cartea non-fiction The Great Escape a scriitorului australian Paul Brickhill. El însuși fusese prizonier în Luft III și participase la pregătirea evadării. Mai întâi a fost santinelă, apoi săpător, dar s-a dovedit a fi claustrofob și a devenit șeful echipei de santinele a falsificatorilor. Nu i-a fost permis să evadez, fiindcă risca să intre în panică în tunel și astfel să-i încurce pe ceilalți.
Cartea lui Paul Brickhill a fost folosită ca bază a filmului american Marea evadare din 1963 a regizorului american John Sturges, în care ficțiunea are o pondere mare față de realitate.
O nouă ecranizare a evenimentului este un film american de televiziune în două părți, din 1988, The Great Escape II: The Untold Story (Marea evadare II: Povestea nespusă). Partea a II-a este consacrată căutării și pedepsirii ucigașilor celor cincizeci. Și acest film conține multe elemente de ficțiune.
În 2011 a fost realizat un film documentar britanic de televiziune, Digging of the Great Escape (Săpături după Marea evadare), despre cercetările de la locul lagărului Luft III. Au participat la film arheologi, ingineri, specialiști din RAF și foști prizonieri. Au găsit urmele tunelurilor și resturile unor obiecte folosite, inclusiv ale unui radioreceptor. Au și reconstituit activități ale prizonierilor: săparea unei părți de tunel și sprijinirea lui, construirea unei pompe de aer și a unui vagonet, confecționarea unei busole, falsificarea de documente etc., cu materiale și metode descrise în cartea lui Paul Brickhill. De asemenea, au experimentat deplasarea prin tunel.